# Albert Om
Albert Om i Ferrer (Taradell, Barcelona, 5 de octubre de 1966) es un periodista y empresario español, licenciado en Ciencias de la Información que ha trabajado en prensa, televisión y radio, predominantemente en lengua catalana. Dirigió y presentó el programa de TV3 "El club" hasta julio de 2009. 

## Trayectoria
Desde septiembre de 2000 hasta julio de 2004, dirigió y presentó "L'hora del pati", programa matinal de RAC 1 y por lo que fue galardonado con el Micrófono de Plata y el premio de la Asociación de la radio al programa más innovador de Cataluña.
Posteriormente, durante el primer semestre de 2004 dirigió y presentó el programa semanal de entrevistas de TV3 "Jo vull ser". También ha trabajado en los programas "El club" y "Malalts de tele", en el que fue copresentador y guionista.
Trabajó muchos años en la prensa, dónde llegó a dirigir "El 9 nou" de Sabadell. En 1994 le concedieron el premio Tasis Torrent al mejor reportaje publicado en la prensa comarcal.
Ha publicado los libros "El nom del porc" (1997), con el que ganó el premio Pere Quart de ese año, "Els veïns de dalt" (2000) y "El dia que plegui Jordi Pujol" (2003), todos ellos escritos en catalán.
En septiembre de 2010 estrena en TV3 el programa semananl El Convidat con gran aceptación entre la audiencia catalana y que se emitió hasta enero de 2015. En el mismo año también es consejero asesor del diario Ara que sale a la luz el 28 de noviembre.
En noviembre de 2011 le concedieron un premio Ondas por el programa de televisión de TV3 "El convidat".

## Polémicas
Durante 2006, fue el protagonista de una intensa polémica por la intervención de Pepe Rubianes el 20 de enero de 2006 en el programa El Club, en la que el actor respondiendo a una pregunta del presentador Albert Om sobre su actitud respecto a la unidad de España, replicó «a mí, la unidad de España me suda la polla por delante y por detrás, que se metan a España en el puto culo, a ver si les explota dentro y les quedan los huevos colgando del campanario». Posteriormente, ante el revuelo causado por estas declaraciones, Pepe Rubianes se disculpó públicamente y matizó que tales comentarios iban referidos a una determinada concepción de España:

...yo insulté a la España que mató a Lorca. Respeto a la España democrática y constitucional. Esta España me merece todos mis respetos y, además, pertenezco a ella...

 Además en su libro "Me Voy" señala que dicha expresión fue hecha en un tono cómico, una adaptación de parte del guion de su obra "Rubianes, solamente".
La Fundación por la Defensa de la Nación Española (DENAES) denunció a Rubianes por "ultrajes a España", denuncia que fue archivada en mayo de 2007. Sin embargo, en junio de 2008, Juzgado de Instrucción de San Felíu de Llobregat decidió reabrir la causa acusando a Pepe Rubianes y el presentador Albert Om de "incitación al odio contra una parte de la población por motivos relativos a su origen nacional y ultrajes a España", y TV3 como responsable subsidiaria.